# Partito Comunista d'India (maoista)
Il Partito Comunista d'India (maoista) è un partito politico clandestino indiano che ha l'obiettivo di rovesciare il governo attraverso una guerra popolare. I membri del PCI (maoista) sono spesso definiti anche "naxaliti" con riferimento all'insurrezione di Naxalbari del 1967.
È stato fondato il 21 settembre 2004 dalla fusione dei due principali gruppi naxaliti, Guerra Popolare e il Centro Comunista Maoista (CCM). La fusione venne annunciata il 14 ottobre dello stesso anno. Durante il processo fondativo venne creato un comitato centrale provvisorio che aveva il leader del Gruppo di Guerra Popolare, Muppala Lakshman Rao (detto Ganapathi), come segretario generale. La riunificazione è la conclusione di un processo quarantennale durante il quale il movimento comunista radicale si è fortemente radicato nella zona che va dal Bihar al Chhattisgarh.
Il partito ha rapporti di fratellanza con i gruppi che si ispirano al maoismo  in Nepal, nelle Filippine, in Bhutan e in Turchia.
Nel 2006 il primo ministro Manmohan Singh ha definito i naxaliti "la più grande sfida alla sicurezza interna mai affrontata dal nostro paese".